# Actacarus bacescui
Actacarus bacescui är en kvalsterart. Actacarus bacescui ingår i släktet Actacarus och familjen Halacaridae. Inga underarter finns listade i Catalogue of Life.